# Općina Gostivar
Općina Gostivar (makedonski: Општина Гостивар, albanski: Komuna e Gostivarit, turski: Gostivar Belediyesi) je jedna od 80 općina Sjeverne Makedonije koja se prostire na zapadu Sjeverne Makedonije. U općini se koriste tri službena jezika: makedonski, albanski i turski.
Upravno sjedište ove općine je grad Gostivar.

## Zemljopisne osobine
Općina Gostivar graniči s općinama: Mavrovo, Rostuša i Kičevo na jugu, Makedonski Brod na istoku, Brvenica i Vrapčište na sjeveru te Albanijom i Kosovom na zapadu.
Ukupna površina Općine Gostivar je 513,39 km².

## Stanovništvo
Općina Gostivar ima 81 043 stanovnika. Po popisu stanovnika iz 2002. nacionalni sastav stanovnika u općini bio je sljedeći; .
- Albanci 54 038 (66,6 %)
- Makedonci 15 877 (19,5 %)
- Turci 7 991 (9,8 %)
- Romi 2 237 (3,8 %)
- Srbi 160 (0,19 %)
- Vlasi 15 (0,01 %)
- Bošnjaci 39 (0,04 %)
- ostali 685 (0,84 %)

## Naselja u Općini Gostivar
Ukupni broj naselja u općini je 34, od toga je 33 sela i samo jedan grad Gostivar.
Sela: Balin Dol, Belovište, Brodec, Čajle, Čegrane, Debreše, Donja Banjica, Donja Đonovica, Donje Jelovce, Forino, Gornja Banjica, Gornja Đonovica, Gornje Jelovce, Korito, Kunovo, Lakavica, Lešnica, Malo Turčane, Merdita, Mitrovi Krsti, Padalište, Pečkovo, Raven, Rečane, Simnica, Srbinovo, Sušica, Strajane, Trnovo, Tumčevište, Vrutok, Zdunje, Železna Reka.
Gradovi: Gostivar

## Pogledajte i ovo
- Gostivar
- Sjeverna Makedonija
- Općine Sjeverne Makedonije

## Vanjske poveznice
- O Gostivaru na stranicama Discovering Macedonia